# Tukotuko czarnogrzbiety
Tukotuko czarnogrzbiety (Ctenomys dorsalis) – gatunek gryzonia z rodziny tukotukowatych (Ctenomyidae). Występuje w Ameryce Południowej, gdzie odgrywa ważną rolę ekologiczną. Siedliska tukotuko czarnogrzbietego położone są na terenach paragwajskiej części regionu Gran Chaco, na zachód od rzeki Paragwaj. Gatunek jest znany tylko na podstawie jednego okazu (eksponat jest jednak zaginiony).